# Cristoforo Landino
Cristoforo Landino (né à Florence le 8 février 1425 et mort à  Borgo alla Collina, hameau de Castel San Niccolò, 24 septembre 1498) est un humaniste italien du XVe siècle.

## Biographie

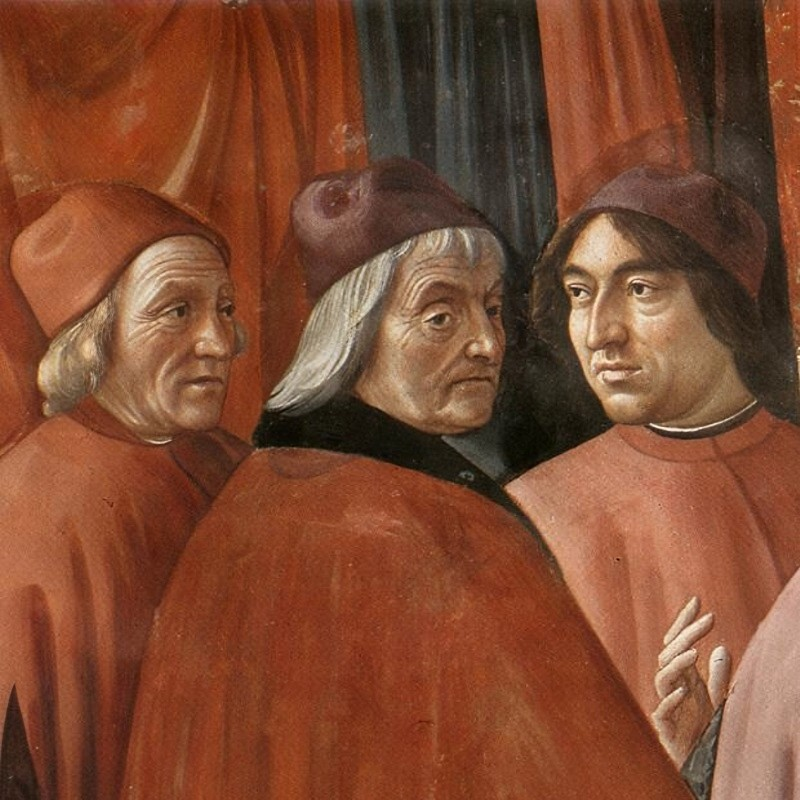
Cristoforo Landino (au centre) au côté d'Ange Politien (à droite), détail de la scène de lAnnuncio dell'angelo a Zaccaria, peinte par Domenico Ghirlandaio, dans la Chapelle Tornabuoni de la basilique Santa Maria Novella à Florence.

Son père Bartolomeo était natif de Pratovecchio, dans le Casentino, mais Cristoforo indique lui-même plusieurs fois Florence comme son lieu de naissance. Il fut poussé sur la voie des lettres par l'exemple de son oncle paternel Gabriele, moine camaldule et élève d'Ambrogio Traversari. Il fut mis dans une école à Volterra jusqu'en 1439, et ensuite revint à Florence, où il suivit notamment les cours de Carlo Marsuppini au Studio jusqu'à sa mort en 1453. Il reçut aussi probablement une formation juridique sans qu'on en ait gardé de traces. Entre janvier et juin 1446, il participa à une ambassade auprès de la curie pontificale à Rome à titre d'apprenti dans les services de la chancellerie florentine.
Dans les années 1450, il s'intégra au cercle de lettrés constitué autour de Cosme de Médicis : en 1456, Marsile Ficin soumettait ses Institutiones ad Platonicam disciplinam (œuvre perdue) à son jugement et à celui de Cosme. À cette date il était déjà lecteur de grammaire au Studio, et en 1456, il devint l'un des assistants du vieux Poggio Bracciolini, qui était chancelier de Florence. Le 18 janvier 1458, il fut nommé professeur de rhétorique et de poésie au Studio, grâce à l'appui décisif des Médicis, car certains comme Donato Acciaiuoli ou Alamanno Rinuccini lui furent longtemps défavorables. Son premier cours connu portait sur les Tusculanes de Cicéron ; après plusieurs années consacrées à Horace, Perse, Juvénal, Virgile (1er cours sur l'Énéide en 1462), il innova en 1466 en faisant cours sur le Canzoniere de Pétrarque. Landino fut un promoteur de la littérature en langue italienne. À partir de la fin des années 1460, il commenta également la Divine Comédie de Dante.
Parallèlement à son activité d'enseignement au Studio, il exerçait également des charges publiques : chancelier du parti guelfe en 1465 (succédant à Bartolomeo Scala), plusieurs fois aussi secrétaire de la chancellerie et de la Seigneurie, même s'il n'obtint jamais le poste de chancelier. Il était aussi orateur officiel et prononça notamment plusieurs oraisons funèbres. En 1483, il fut chargé de rassembler et compiler les annales de Florence (comme il n'en restait pas grand-chose, il les rédigea plutôt).
C'est entre 1472 et 1474 qu'il composa son dialogue philosophique en latin intitulé les Disputationes Camaldulenses, des entretiens supposés se dérouler dans le monastère de Camaldoli entre les frères Médicis (Laurent et Julien) et plusieurs des humanistes de leur entourage (Ficin, Acciaiuoli, Landino lui-même) sur les thèmes platoniciens de la vie contemplative et du souverain bien, et sur une interprétation allégorique de l'Énéide. Vers la même époque, il composa aussi un dialogue De anima, consacré à la conception platonicienne de l'âme, et dont le principal interlocuteur est son maître Carlo Marsuppini. Plus tard, après 1487, Landino composa un autre dialogue latin intitulé De vera nobilitate, où il soutient que la noblesse ne vient pas de la naissance, mais de la vertu, et qu'elle peut se cultiver dans l'exercice de charges publiques.
Une autre partie de son œuvre, ce sont ses commentaires sur les grands textes (mise au propre de ses cours), publiés de son vivant : le commentaire sur la Divine Comédie publié en 1481 par Laurentii, celui sur Horace en 1482, celui sur l'Énéide en 1488.
Landino a également laissé de la poésie, notamment le recueil Xandra, dont le titre est le nom d'une jeune fille qu'il a aimée dans sa jeunesse, et qui est considéré comme une de meilleures œuvres de poésie latine du XVe siècle italien. Il faut mentionner aussi ses discours publics (notamment les oraisons funèbres, dont celle de Donato Acciaiuoli). Il a aussi traduit en italien des textes latins, dont l'Histoire naturelle de Pline l'Ancien. 
Devenu une  personnalité éminente de Florence, Cristoforo Landino meurt le 24 septembre 1498 à Borgo alla Collina, dans un château que lui a concédé la République.

## Œuvre
Dans son Introduction à l'édition de la Divine Comédie de 1481, Cristoforo Landino est le premier humaniste à faire un éloge relativement circonstancié de la peinture contemporaine et d'artistes morts depuis peu. Il y ébauche la première histoire de la peinture florentine du Quattrocento. Dans cet éloge, il implique Florence comme la capitale de l'art moderne. Il ne cite plus un artiste antique à côté de chaque artiste moderne, ses formules ne sont plus  celles de l'épigramme ou épitaphe humaniste, et le choix de la qualité reconnue au peintre a même une certaine « valeur critique », reflétant un goût influencé par L.B. Alberti. 
La liste qu'il dresse des grands artistes florentins morts en 1481 correspond à celle que l'histoire retiendra comme celle des grands créateurs de la cité dans les trois premiers quarts du siècle : Masaccio, Filippo Lippi, Andrea del Castagno, Uccello, Fra Angelico, auxquels sont adjoints Pesello et Pesellino.  On lui doit la prise de conscience du fait que la peinture fait désormais partie intégrante de la culture moderne de la cité. 
Landino se distingue à l'intérieur du mouvement néoplatonicien par le mérite qu'il accorde à la vie active, aussi digne que la vie contemplative de gagner le salut, tandis que Ficin épouse de façon bien plus radicale la cause de la vie « contemplative ». Le néoplatonicien « actif » enregistre l'importance «  concrète » prise par la peinture dans la vie mentale et politique de la cité.

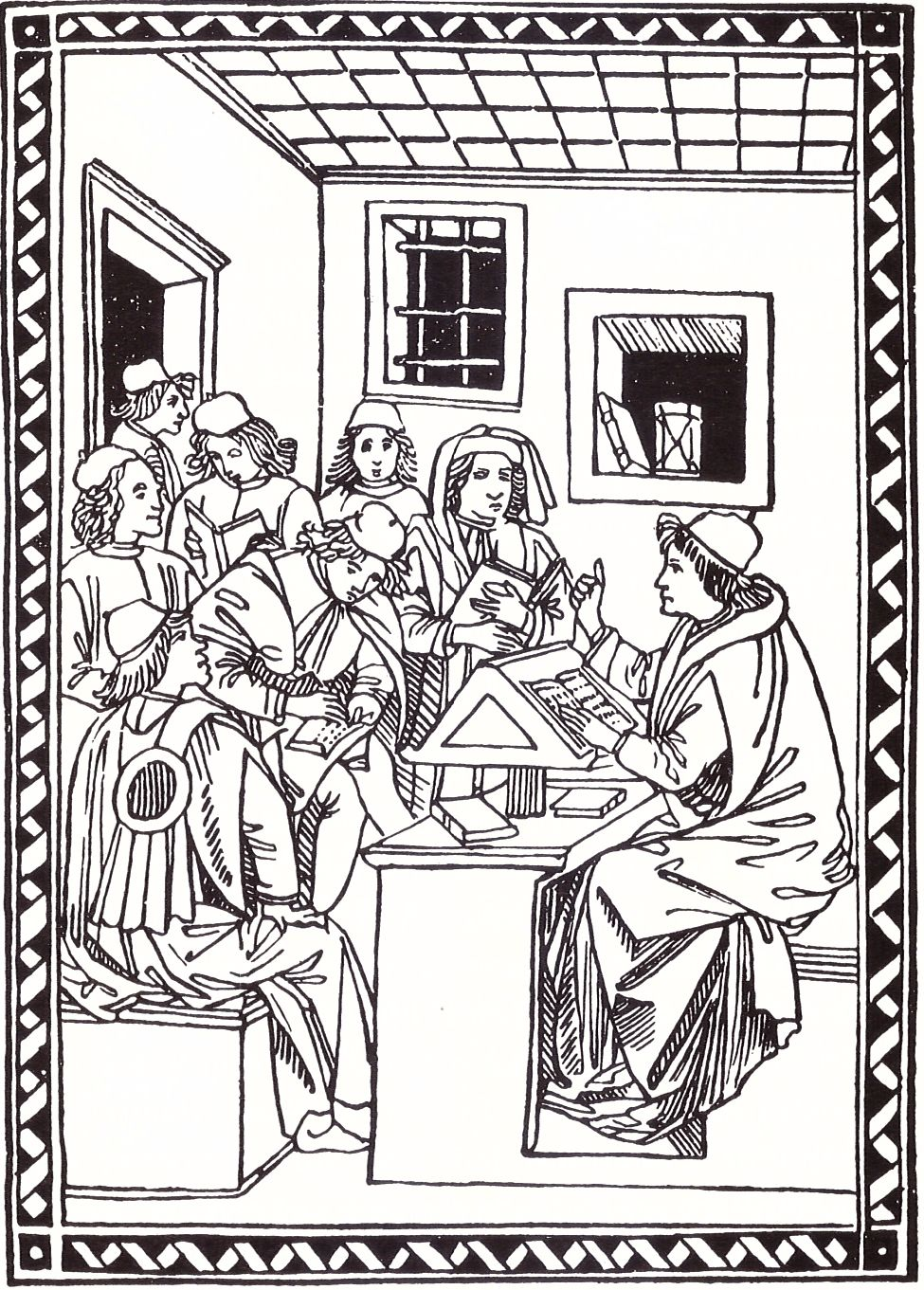
Cristoforo Landino enseignant aux étudiants (gravure sur bois). Frontispice du Formulario de epistole vulgare de Landini (guide épistolaire) dans l'édition Florence 1492.
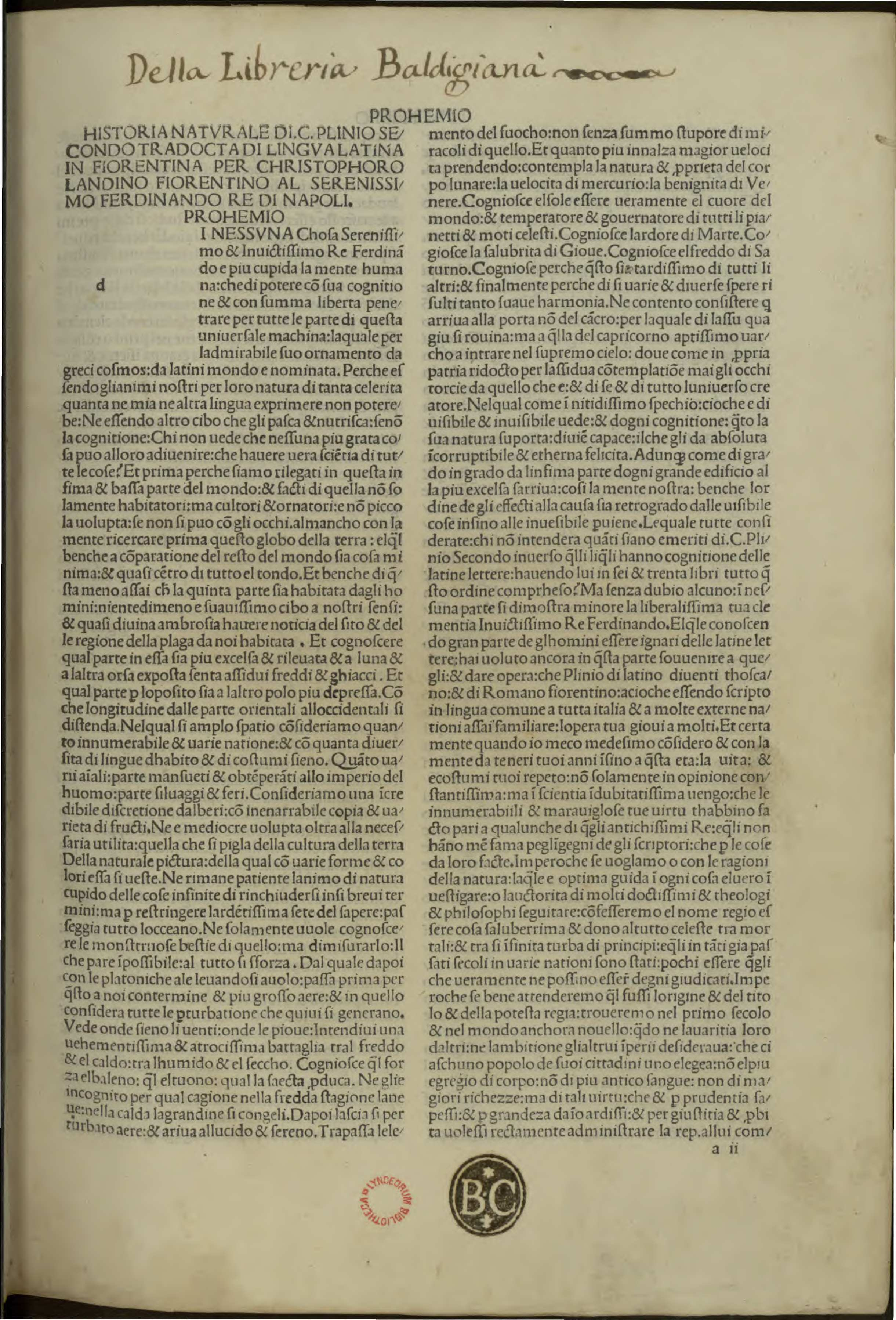
Incipit de la Historia naturale traduit du latin en florentin par Christoforo Landino, en l'édition de 1489.
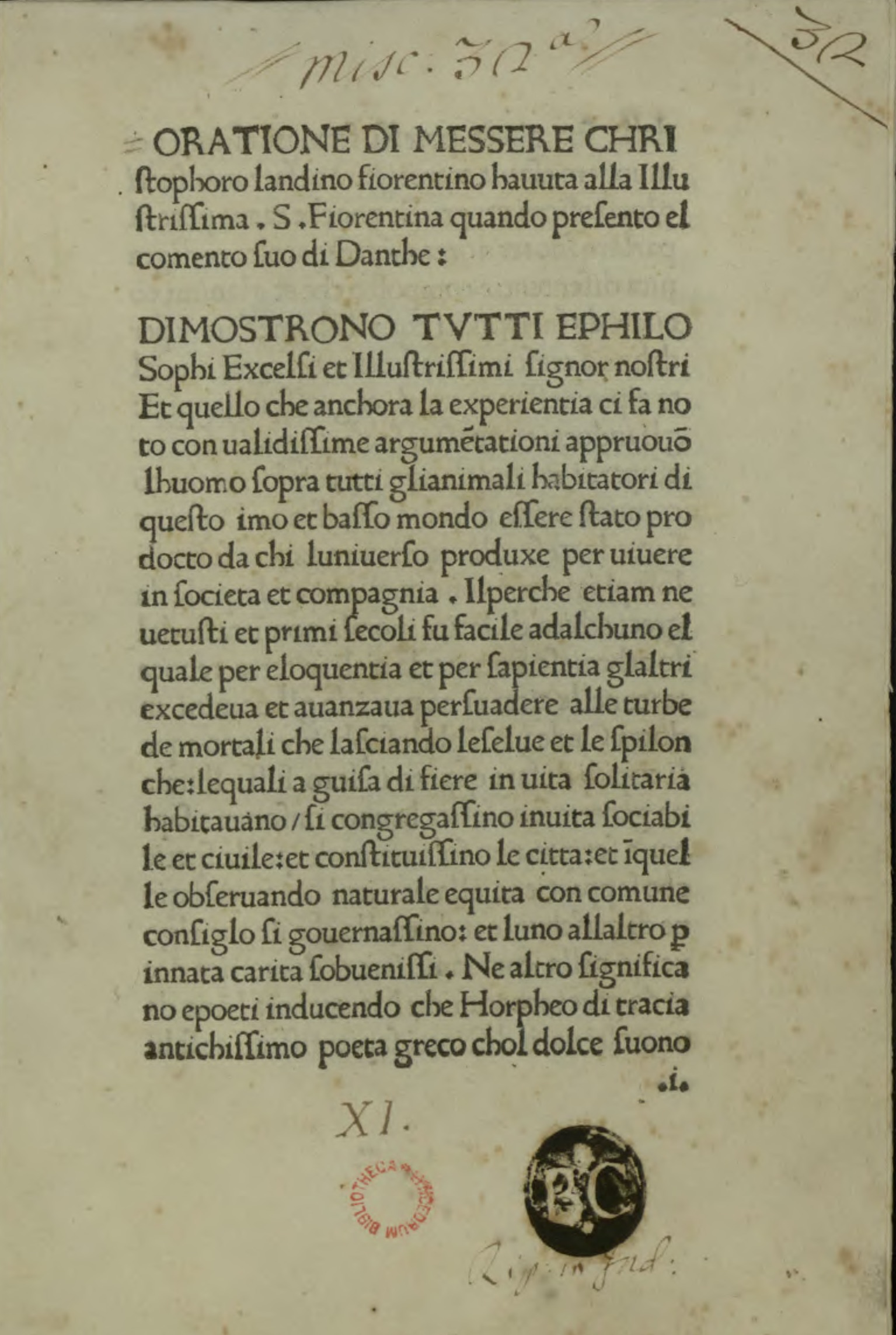
Orazione alla Signoria fiorentina, v. 1481.

## Iconographie
C'est le deuxième à gauche dans le groupe des humanistes qui figurent dans la fresque de Domenico Ghirlandaio, Apparition de l'ange à saint Zacharie, peinte en 1486 dans l'église santa Maria Novella à Florence. Il est aux côtés du poète Ange Politien, de Marsile Ficin et de Gentile de Becci.